# Graubrauner Dickkopffalter
Der Graubraune Dickkopffalter (Pyrgus sidae), auch Gelber Würfeldickkopf, ist ein Schmetterling aus der Familie der Dickkopffalter (Hesperiidae).

## Merkmale
Die Vorderflügellänge beträgt 16 bis 18 Millimeter. Die Oberseite ist dunkelbraun mit grauer Behaarung auf den Flügelwurzeln. Auf den Vorderflügeln befindet sich ein großer Zellfleck sowie eine Reihe kleiner und oftmals undeutlicher Submarginalflecke. Auf den Hinterflügeln sind helle Flecke zu sehen. Die Unterseite der Hinterflügel ist weiß, die Diskal- und Postdiskalbinden sind gelb. Beide Geschlechter haben dieselben Flügelzeichnungen, jedoch ist die Behaarung des Weibchens weniger kräftig.
Die rundlichen Eier sind oben und unten etwas abgeplattet. Die Oberfläche ist mit zirka 15 kräftigen, von der Micropyle ausgehenden, meiste gerade oder gelegentlich auf leicht gebogenen Längsrippen bedeckt. Auf der Seite können sich kürzere Längsrippen dazwischen schalten.
Die Raupe ist zunächst grünlich, später auch grau oder rotbraun mit einem schwarzen Kopf. 
Die Puppe ist dicht bläulich bereits. Die braune Grundfarbe ist nur an den Segmentgrenzen des Abdomen zu sehen. Die schwarze Zeichnung, eine Längslinie auf dem Thorax sowie ein Punktmuster ist nur schwach durch die Bereifung zu erkennen.

## Geographisches Vorkommen und Habitat
Der Graubraune Dickkopffalter ist von der Iberischen Halbinsel (hier nur ein isoliertes Vorkommen in der Sierra de Gredos), Südostfrankreich, den nordwestlichen Küstengebieten von Italien, Mittelitalien, Istrien (Slowenien und Kroatien) und der Balkanhalbinsel, über die Türkei, Transkaukasien, den Iran bis Afghanistan verbreitet. Im Norden reicht das Verbreitungsgebiet über den südlichen Ural bis in den Nordwesten Kasachstans und den Westen des Tienschan. Man findet die Falter auf blumenreichen Stellen in Höhenlagen von 50 bis 1750 Metern, meistens über 600 Meter Höhe.
Den größten Teil des Verbreitungsgebietes nimmt die Nominatunterart Prygus sidae sidae ein. Die Unterart Pyrgus sidae occiduus (Verity, 1925) kommt in Spanien in der Sierra de Gredos (700 bis 1300 Meter), im Südosten Frankreichs, in den nordwestlichen Küstengebieten Italiens und in Kroatien auf der istrischen Halbinsel (100 bis 1400 Meter) vor.

## Lebensweise
Die Art bildet eine Generation pro Jahr, deren Falter von Mitte Mai bis Ende Juni fliegen. Im Nordosten Griechenlands fliegen die Falter in der Nähe des Meeresniveaus bereits ab Anfang April bis Mai. Die Weibchen legen die Eier zwischen die Staubgefäße der Blüten der Raupennahrungspflanze. In Griechenland leben die Raupen an Hohem Fingerkraut (Potentilla recta) und Potentilla hirta. Die Raupe legt im Sommer als L3 eine Sommerruhe ein, die bis zu den ersten Herbstregen dauert. Anschließend wird die Raupe wieder aktiv und frisst nun die frisch austreibenden Blätter. Sie häutet sich ein weiteres Mal und überwintert als L4-Raupe. Sie verpuppt sich im darauf folgenden Frühjahr.
Die Falter der Unterart Pyrgus sidae occiduus fliegen von Mitte Juni bis Anfang Juli.

## Systematik
Die Art wird derzeit in zwei Unterarten unterteilt:
- Pyrgus sidae sidae (Esper, 1784) und
- Prygus sidae occiduus (Verity, 1925)

Die Typlokalität der Art bzw. der Nominatunterart befindet sich an der Wolga im Süden Russlands. Die Typlokalität der Unterart P. sidae occiduus ist die Toskana (Italien). Letztere unterscheidet sich von der Nominatunterart durch die blasseren gelben Binden auf der Unterseite der Hinterflügel und das weniger deutlich ausgeprägte Fleckenmuster auf der Oberseite der Vorderflügel. Außerdem sind die Falter kleiner. Es gibt Übergangsformen zwischen den beiden Unterarten.